# Alaska y Dinarama
Alaska y Dinarama (por vezes escrito como Alaska + Dinarama) foi um grupo de New wave formado em 1982 em Madrid (Espanha). O grupo atingiu o nível mais alto de popularidade em meados dos anos 1980. Em 1989, após quatro discos de estúdio e um de compilação, o grupo dissolveu-se para dar lugar à carreira a solo dos seus integrantes. É considerado um dos grupos de referência do pop espanhol dos anos 1980 em Espanha e em parte da hispanoamérica, especialmente no México.
O grupo começou por ser chamar Dinarama (ou, nos primeiros concertos, Dynarama), com o guitarrista Carlos Berlanga e o baixo Nacho Canut, que tinham dissolvido a sua anterior formação, os Alaska y los Pegamoides. Pouco tempo após sua fundação, no final de 1982, juntou-se ao grupo, como cantora, Alaska, para colaborar na gravação e digressão do disco Canciones profanas (1983). Mais tarde, Alaska passaria a ser a vocalista principal.
A música dos Alaska y Dinarama  foi profundamente influenciada por estilos como a new wave, a música disco, o glam rock, o synth pop ou o acid house. Algumas das suas canções mais emblemáticas são La funcionaria asesina, Un hombre de verdad, Rey del Glam, Ni tú ni nadie, Sólo creo lo que veo, Mi novio es un zombi, Descongélate e, especialmente, A quién le importa.

## Discografía
Álbuns de estúdio
- 1983: Canciones profanas
- 1984: Deseo carnal
- 1986: No es pecado (álbum)|No es pecado
- 1989: Fan fatal

Álbuns de compilações
- 1987: Diez (álbum de Alaska y Dinarama)|Diez
- 1994: Grandes Éxitos (álbum de Alaska y Dinarama)|Grandes Éxitos

Singles
- «Crisis (canción)|Crisis»
- «Perlas ensangrentadas»
- «Deja de bailar»
- «Rey del Glam»
- «Como pudiste hacerme esto a mi»
- «Ni tú ni nadie»
- «Un hombre de verdad»
- «La funcionaria asesina»
- «A quién le importa»
- «Un millón de hormigas»
- «Sólo creo lo que veo» / «[[Alto, prohibido pasar»
- «Bailando (canción de Alaska y Los Pegamoides)|Bailando (Radio-Mix)»
- «Sospechas]]» / «[[Rey del Glam»
- «Mi novio es un zombi»
- «Quiero ser santa»
- «Descongélate]]»
- «La mosca muerta (canción)|La mosca muerta» (Promocional)